# Білопольський Микола Григорович
Мико́ла Григо́рович Білопо́льський (нар. 10 квітня 1938, Куца Балка) — віце-президент АЕН України, з 2000 року завідувач кафедри «Облік та аудит» Приазовського державного технічного університету, доктор економічних наук, професор. Голова спеціалізованої вченої ради по захисту докторських і кандидатських дисертацій.
Освіта: 1964 р. — Донецький інститут радянської торгівлі, економіст. У 1975 — 1979 рр. заступник декана обліково-фінансового факультету Донецького національного університету. 1979 — 1990 рр. — завідувач кафедри економіки Інституту підвищення кваліфікації МЖКХ України. 1991 — 1993 рр. — завідувач кафедри невиробничої сфери Донецької Академії управління. Голова ради орендарів та підприємців з 1989 р. Голова асоціації платників податків Донецької області з 1999 р. Член Донецького відділення НТШ.
Коло наукових інтересів: управління виробничо-господарськими системами, економікою і фінансами підприємств України, проблеми регіональної економіки в Україні, економічна криза в Україні, національно економічна безпека України, аналітичні аспекти оподаткування, розвиток зовнішньоекономічних зв'язків і залучення іноземних інвестицій, економічні та організаційні проблеми техніко-технологічного оновлення підприємств, соціальний захист населення на сучасному етапі, роль вільних економічних зон в інвестиційній політиці держави, інноваційні рішення і забезпечення конкурентоспроможності сучасного підприємства.

## Науковий доробок
Має понад 220 наукових друкованих праць.
Нагороджений медалями «За розбудову освіти», «Ветеран праці», М. Туган-Барановського, К. Жукова та почесними грамотами Кабінету Міністрів України, міністра освіти та науки України, ВАК України, голови міста Маріуполя та іншими, почесний громадянин Вільшанського району Кіровоградської області.
Основний науковий вихід — обґрунтовано нову науку енвіроніку. Це наука про розвиток та удосконалення суспільства. Наука — звернення до всіх інтелектуальних людей всього світу, і спершу — до керівників держав, партій, господарчих, виробничих систем, які серйозно думають про майбутній розумний розвиток та облаштування світопорядку на всій земній кулі.

## Основні друковані праці
- Энвироника — наука будущего развития человечества: монография. — Д.: Институт экономики промышленности НАН Украины, 2007. — 436 с. Энвироника — наука о развитии и совершенствовании общества и мира: монография. — Д.: Институт экономики промышленности НАН Украины, 1997. — 330 с.
- Основы производственно-хозяйственной энвироники: монография. — М.: Экономика, 1990. — 190 с.
- Енвіроніка — нова наукова теорія про розвиток людства // Схід. — 2005. — № 3 (69). — Спецвипуск. — С. 119—122.
- Энвироника — наука о развитии и совершенствованри общества и мира // Экономическое возрождение России. — 2004. — № 1. — Издательство Международной академии менеджмента. Г. Санкт-Петербург. — С. 23 — 30.
- Миру нужна единая теория развития // Журнал европейской экономики. Издательство Тернопольской академии народного хозяйства. — 2005. — Том 4. — № 3. — С. 285—306.
- К вопросу о развитии цивилизации как органического единства человечества и окружающего мира // Журнал европейской экономики. Издательство Тернопольского государственного экономического университета. — 2006. — Том 5. — № 1. — С. 6—19.
- Актуальні проблеми розвитку і вдосконалення суспільства і виробничих структур в контексті положень енвіроніки // Вісник економічної науки України. Науковий журнал АЕН України. — 2007. — № 1 (11). — С. 16—22.
- Энвироника спасёт земную цивилизацию: сб. научных трудов Донецкого национальнлошл технического университета. — 2007. — С. 13 — *О будущем развитии человечества // Економіка та держава. — 2008. — № 8. — С. 4—7.
- Миф о «невидимой руке» или производство, обмен, распределение в условиях современного кризиса // Еженедельник «2000». — 2009. — 6 — 12 марта. — № 11 (453)- С. В4— В5.
- Как спасти Украину? // Еженедельник «2000». — 2009. — 24 — 30 апреля. — № 17 (459)- С. В 4.
- Выход Украины из кризиса // Економіка та держава. — 2009. — № 5 (77). — С. 4—9.
- Финансово-экономический кризис в Украине: пути выхода: монография. — Мариуполь: Приазовский государственный технический университет, АЭН Украины, 2009. — 80 с.